# Tillomorpha corticina
Tillomorpha corticina là một loài bọ cánh cứng trong họ Cerambycidae.